# کلاچ

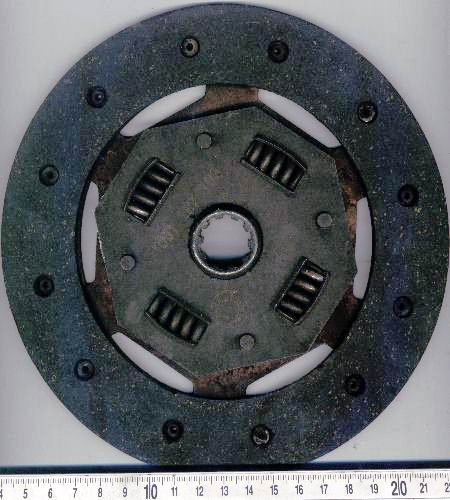
صفحه‌کلاچ خشک

کِلاچ (به انگلیسی: Clutch) یکی از قطعات خودرو است. ریشه لغوی کلاچ یک واژه زبان آلمانی به معنی اتصال است. معنی رایج آن به وسیله‌ای گفته می‌شود که عمل اتصال یا قطع کردن را انجام می‌دهد. در زبان محاوره‌ای به آن کِلاژ یا کلاج نیز می‌گویند.
کلاچ وسیله‌ای است که به کمک آن راننده هر زمان که بخواهد می‌تواند اتصال موتور را از جعبه‌دنده جدا نماید، بدین معنی که موتور روشن باشد بدون اینکه چرخ دنده‌ها در جعبه‌دنده بچرخند و خودرو حرکت نماید. کاربرد کلاچ در مواقع تعویض دنده یا متوقف کردن خودرو است آن هم برای اینکه موتور خاموش نشود.
دستگاه کلاچ به وسیله پدال کلاچ که زیر پای چپ راننده قرار گرفته بکار می‌افتد. برای بکار انداختن کلاچ، راننده می‌بایست با پای چپ پدال کلاچ را تا انتها فشار بدهد. به هنگام شروع حرکت، پس از آنکه جعبه دنده در دندهٔ یک گذاشته شد، می‌بایست پای چپ راننده به آرامی از روی پدال کلاچ برداشته شود تا از جستن خودرو به سمت جلو جلوگیری به عمل آید. به حالتی که کلاچ گرفته می‌شود حالت خلاصی و به حالتی که کلاچ رها می‌شود حالت درگیر شدن کلاچ گفته می‌شود.

## کاربرد و چگونگی عمل کلاچ
کلاچ در واقع وسیله‌ای برای قطع یا وصل کردن است که در سیستم‌های انتقال نیرو بکار می‌رود. به‌طور کلی این سیستم‌ها جهت استفاده از توان و نیروی تولید شده در موتور به شکلی دیگر یا در محلی دیگر مورد نیاز می‌باشند. حال برای آنکه بتوان بر روی این انتقال نیرو کنترلی را اعمال کرد، ساده‌ترین راه استفاده از کلاچ است تا هر زمان که نیاز به توقف یا برقراری دوباره انتقال نیرو باشد، این عمل انجام پذیرد. بارزترین کاربرد کلاچ که بهترین مثال آن نیز هست، استفاده از کلاچ در اتومبیل‌ها و وسایل نقلیه مشابه است.

### فنر صفحه کلاچ
یکی از قطعاتی که در هر نوع صفحه کلاچی وجود دارد قطعه «فنر صفحه کلاچ» است. این قطعه می‌تواند با ضخامت یا تعداد متفاوتی در صفحه کلاچ وجود داشته باشد. بعضی افراد گمان می‌کنند هرچه تعداد این فنرها در صفحه کلاچ بیشتر باشد صفحه کلاچ مرغوب تر و با کیفیت تر است اما به هیچ عنوان این گونه نیست. تعداد فنر به طراحی شرکت تولیدکننده و قدرت موتور خودرو بستگی دارد.
مهم‌ترین وظیفه فنر صفحه کلاچ گرفتن ارتعاشات وارده از سمت موتور به گیربکس است. چراکه اگر این ارتعاشات توسط موتور به سمت گیربکس خنثی نشوند به‌صورت چکشی ضربه وارد می‌کنند.

### ساختار ساده و اساس کار یک کلاچ صفحه‌ای
این نوع کلاچ یک اتصال اصطکاکی میان موتور اتومبیل به عنوان منبع تولید توان و جعبه دنده اتومبیل برقرار می‌کند. در حالی که کلاچ اتومبیل درگیر است توان از موتور به جعبه دنده و از آنجا به چرخ‌ها انتقال می‌یابد. لیکن گاهی لازم می‌شود که دنده مورد استفاده در جعبه دنده خودرو بر حسب شرایط جاده و سرعت حرکت تغییر یابد. برای آنکه بتوان این تغییر را به راحتی انجام داد، ابتدا لازم است که توان موتور از چرخ دنده‌های موجود در جعبه دنده جدا شود. برای قطع کردن این ارتباط توانی میان جعبه دنده و موتور از کلاچ استفاده می‌شود. این کار برای راننده اتومبیل می‌تواند به راحتی فشار دادن یک پدال به کمک پای چپ خویش باشد. لیکن فشار دادن این پدال پایی باعث فاصله گرفتن محور جعبه دنده از صفحهٔ در حال چرخش موتور (فلایویل) خواهد شد. همانطوری که پیشتر توضیح داده شد، به‌وجود آمدن فاصله، معادل است با قطع ارتباط و انتقال توان میان موتور و جعبه دنده. در این حالت راننده برای مدت کوتاهی پدال کلاچ را فشرده نگه می‌دارد و در حالی که جعبه دنده تحت تأثیر هیچ نیروی خاصی قرار ندارد یا به اصطلاح خلاص است، دنده مناسب را انتخاب کرده و جعبه دنده را در دنده مطلوب قرار می‌دهد و سپس پدال کلاچ را رها می‌کند. در این لحظه انتقال توان از موتور به جعبه دنده دوباره از سر گرفته خواهد شد.

## قطعات کلاچ
- نرم‌کننده کلاچ
- صفحه‌کلاچ
- دیسک کلاچ
- پدال
- دوشاخهٔ کلاچ
- بلبرینگ کلاچ

به صفحه‌کلاچی که با مایع روغنی روغن‌کاری شده باشد اصطلاحاً صفحه‌کلاچِ خیس و درغیراین‌صورت به آن صفحه‌کلاچِ خشک می‌گویند.

## ۱کلاچ ایمنی
کلاچ ایمنی (به انگلیسی: Safety clutch) گونه ای از کلاچ است که برای حفاظت از ابزارهایی از قبیل دریل و پیچ گوشتی برقی و شارژی و فرز و بکس و … در برابر بار اضافی به کار می‌رود. هنگامی که بار اضافی بر روی ابزار وارد شود یا گشتاور ابزار بیش از حد معمول بالا رود دستگاه را محافظت کرده و جلوی کار کردن دستگاه را می‌گیرد تا به آن آسیبی نرسد.
کلاچ ایمنی به عنوان یک واسطه یا کوپلینگ بین دو شفت یا یک شفت و یک جزء دیگر عمل نموده و دو بخش را به هم متصل می‌کند، در صورت وارد شدن بار اضافی یا بالا رفتن بیش از حد معمول گشتاور، (هنگام گیر کردن مته دریل درون سوراخ یا گیر کردن صفحه فرز درون شیار این حالت‌ها ایجاد می‌شود) اتصال دو بخش را قطع کرده و به این ترتیب از آسیب دیدن دستگاه ممانعت به عمل می‌آورد.
در چنین حالتی دستگاه در حالت خلاص قرار می‌گیرد و به این ترتیب قطعه درونی ابزار می‌چرخد اما قسمت بیرونی ابزار ثابت می‌ماند.
به کلاچ‌های ایمنی محدودکننده گشتاور(torque limiter) نیز می‌گویند. محدود کننده‌های گشتاور بر پایه خاصیت گریز از مرکز کار می‌کنند.

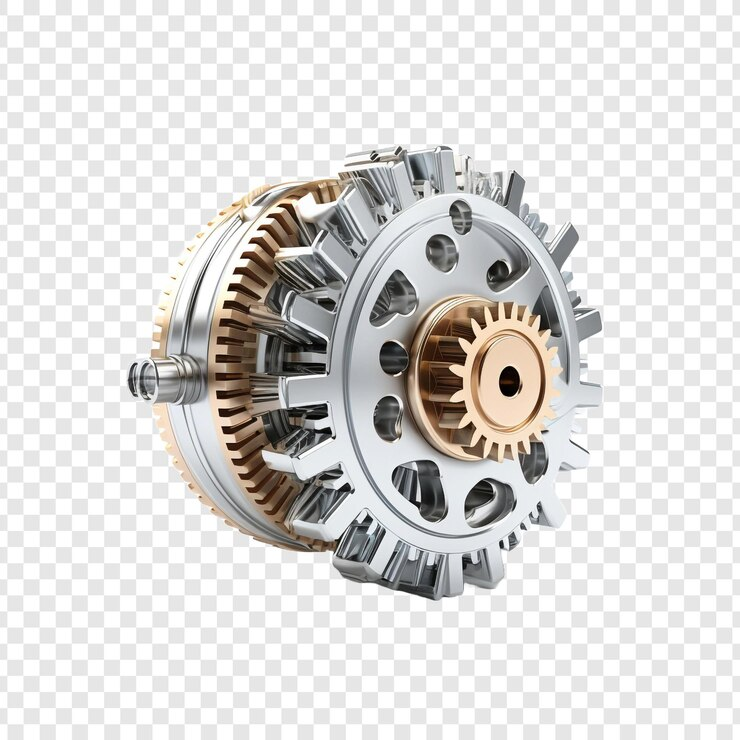

## مزیت کلاچ ایمنی
در افزایش طول عمر ابزار بسیار مؤثر است چرا که بیشترین خرابی‌های ابزار هنگام بار اضافی به وجود می‌آید و با کلاچ ایمنی بسیاری از صدمات و خسارات از بین می‌رود.